# كارول كلارك
كارول كلارك (بالإنجليزية: Carroll Clark)‏ هو مخرج فني وكاتب سيناريو أمريكي، ولد في 6 فبراير 1894 في ماونتن فيو في الولايات المتحدة، وتوفي في 17 مايو 1968 في غلينديل في الولايات المتحدة بسبب نوبة قلبية.

## وصلات خارجية
- كارول كلارك على موقع IMDb (الإنجليزية)
- كارول كلارك على موقع ألو سيني (الفرنسية)
- كارول كلارك على موقع أول موفي (الإنجليزية)
- كارول كلارك على موقع قاعدة بيانات الأفلام السويدية (السويدية)
- كارول كلارك على موقع قاعدة بيانات الفيلم (الإنجليزية)
- كارول كلارك على موقع كينوبويسك (الروسية)